# Yevhen Buslovych
Yevhen Buslovych est un lutteur ukrainien spécialiste de la lutte libre né le 26 janvier 1972 à Kiev et mort le 15 octobre 2007 à Kalynivka.

## Biographie
Lors des Jeux olympiques d'été de 2000 se tenant à Sydney, il remporte la médaille d'argent en combattant dans la catégorie des -58 kg.